# Pavlo Klimkin
Pavlo Anatolijovyč Klimkin (ukrajinsky Павло Анатолійович Клімкін, * 25. prosinec 1967 Kursk, RSFSR, Sovětský svaz) je ukrajinský diplomat a politik. V letech 2014–2019 působil jako ministr zahraničí Ukrajiny, v první i v druhé vládě Arsenije Jaceňuka a v kabineu Volodymyra Hrojsmana.
Jako náměstek ministra zahraničí první vlády Mykoly Azarova měl v letech 2010-2012 významnou roli při vyjednávání s Evropskou unií o asociační dohodě.
Od 22. června 2012 do 19. června 2014 byl velvyslancem Ukrajiny v Německu.